# 贝利亚·奥特曼
超人力霸王貝利亞（日语：ウルトラマンベリアル 英语：Ultraman Belial）译为恶魔的、撒旦的邪恶的超人力霸王。是圆谷制作公司制作的特摄作品《超人力霸王系列》中出现的虚构人物。为昭和系M78世界观光之國的最邪恶的超人力霸王人物角色，2009年上映的电影《大怪兽格斗 超银河传说 THE MOVIE》首次登场。

## 角色資料
超人力霸王貝利亞：
- 身高：55米
- 体重：60000吨
- 年齢：15万岁以上
- 出生地：M78星云光之国
- 飞行速度：25馬赫

## 角色介绍
原為「宇宙警備隊隊員」，曾經與超人之父一同在「Great Ultra War」中並肩作戰，喜歡超人之母。戰爭結束後，超人之父被選為「宇宙警備隊隊長」，而貝利亞卻一無所有，因此對「Plasma Spark Tower（離子閃耀塔）」的力量懷有奪取其核心的異心，希望力量能夠使他得到認同，但卻反遭核心的能力吞噬，因此被察覺後遭到昔日戰友超人之父流放，對光之國心灰意冷的貝利亞在流放之時遇到雷布拉德星人，並被其強行入侵身體加以操控及獲得百萬格鬥儀下，變成最強的邪惡戰士，然後挑起「貝利亞之亂」。最後由超人力霸王之王親手將其關入宇宙牢獄，但後來他從扎拉布星人的幫助下逃脫，並重奪有操縱一百頭以上怪獸的能力的「百萬格鬥儀」，向光之國復仇。
在光之國歷史中，是唯二變質的戰士之一。
但在超人力霸王捷德的劇情中，在超人力霸王傑洛光輝形態下復活的貝利亞再次發動叛亂，並引爆超時空爆彈引發「Crisis・Impact」後下落不明。並得知他是超人力霸王捷德的親生父親，但也似乎利用超人力霸王捷德的人類化身朝倉陸進行某項陰謀。在超人力霸王捷德最終話中，被捷德決以消滅，并從精神上擺脫了雷布拉德星人的控制與束縛，最終回歸光的一面。而其兒子捷德也繼承了父親貝利亞的意志。
名字來源於《失樂園》中登場的墮落天使或《新约全书》中撒旦的别名彼列。

### 登场作品
- 大怪兽格斗 超银河传说 THE MOVIE
- 赛罗·奥特曼 THE MOVIE 超决战！贝利亚银河帝国
- 奥特赛罗格斗

### 相关角色
- 赛罗·奥特曼
- 雷布拉德星人
- 奥特之父